# Tang-e Gharu
Tang-e Gharu, (en pastún: تنگ غارو‎, en persa: غار تنگ‎) también conocido como Tang-e Gharo, es un desfiladero y un paso de montaña en la cordillera Hindu Kush de la provincia de Kabul, Afganistán. El río Kabul pasa a través del desfiladero y fluye hacia el este. La Carretera Kabul–Jalalabad atraviesa el desfiladero, paralela al río. La construcción de la carretera comenzó en la década de 1940 y se completó en la década de 1960 en sustitución del antiguo paso de montaña Lataband. Tanto el paso como la carretera se consideran de gran importancia estratégica, ya que proporcionan una conexión con Pakistán y Rusia. Debido al intenso uso durante los recientes conflictos en Afganistán y a los frecuentes accidentes de tráfico, el paso y sus alrededores las áreas han sufrido graves daños y han sido cerradas periódicamente

## Geología
Los acantilados del desfiladero de Tang-e Gharu son de piedra caliza de color gris azulado, que se formó hace unos 250 millones de años. Sin embargo, el desfiladero en sí tiene sólo unos dos millones de años y se formó como una combinación de erosión del agua del río y el colapso de un canal subterráneo del río Kabul.